# Eerste Divisie (zaalvoetbal)
De Eerste divisie zaalvoetbal is de op een na hoogste zaalvoetbalafdeling voor mannen in Nederland die de KNVB organiseert. In deze competitie wordt gestreden voor promotie naar de Eredivisie.

## Deelname 2023/24
In het seizoen 2023/24 nemen 36 teams deel verdeeld over drie poules van twaalf.
| Eerste divisie A | Eerste divisie B | Eerste divisie C |
| --- | --- | --- |
| Drs. Vijfje Futsal Emmeloord/Meat & Eat Futsal Winsum HZV/Het Vennewater FC Marlène-2 PKC '83/Team Carré VV Texel '94 ZVV Urk VIOS '79/Games Noord-Holland ZVV White Stones MSV Zeemacht ZVV Zwaag | Be '79-2 Bristol Team/Logischtiek BV CFM/Transito ZVV Den Haag Futsal Rotterdam GZV Watergras HBSS ZVV JCK-AISO FC Kawin OACN-Boys FC Westland ZVG/Cagemax | Beringe/Second GoElectro FC Botofogo FC Coronaas ZVV Ede-2 Excelsior '31 HHC Hardenberg Heracles Almelo Futsal LZV/Kuypers Hair&Wellness Morado CF SC Olympic/JobZo TZR Fermonia Boys ZVS/Bodemflex |